# The Nickel-Hopper
The Nickel-Hopper é um filme mudo norte-americano de 1926, do gênero comédia, dirigido por F. Richard Jones e Hal Yates.